# كاتارينا كاموفال
كاتارينا كاموفال (بالبرتغالية: Catarina Camufal) مواليد 30 مارس 1980 في لواندا، هي لاعبة كرة سلة أنغولية معتزلة. مثلت منتخب بلادها. شاركت في دورة الألعاب الأولمبية الصيفية سنة 2012. حققت المركز الأول في بطولة أمم أفريقيا لكرة السلة للسيدات 2011.

## سجل المنافسة
شاركت في المنافسات التالية:
- الألعاب الأولمبية الصيفية 2012
- بطولة أمم أفريقيا لكرة السلة للسيدات 2013
- بطولة أمم أفريقيا لكرة السلة للسيدات 2011
- بطولة أمم أفريقيا لكرة السلة للسيدات 2009
- بطولة أمم أفريقيا لكرة السلة للسيدات 2007
- بطولة أمم أفريقيا لكرة السلة للسيدات 2005

## الميداليات
| الميدالية | المسابقة                                  |
| --------- | ----------------------------------------- |
| ذهبية     | بطولة أمم أفريقيا لكرة السلة للسيدات 2011 |
| ذهبية     | بطولة أمم أفريقيا لكرة السلة للسيدات 2013 |
| برونزية   | بطولة أمم أفريقيا لكرة السلة للسيدات 2007 |
| برونزية   | بطولة أمم أفريقيا لكرة السلة للسيدات 2009 |

## روابط خارجية
- كاتارينا كاموفال على موقع الاتحاد الدولي لكرة السلة (الإنجليزية)
- كاتارينا كاموفال على موقع كرة السلة الأوروبية.كوم (الإنجليزية)
- كاتارينا كاموفال على موقع بروبوليرز (الإنجليزية)
- كاتارينا كاموفال على موقع سبورتس رفرنس (الإنجليزية)
- كاتارينا كاموفال على موقع اللجنة الأولمبية الدولية (الإنجليزية)
- كاتارينا كاموفال على موقع أوليمبيديا (الإنجليزية)